# 12479 Ohshimaosamu
12479 Ohshimaosamu este un asteroid din centura principală de asteroizi.

## Descriere
12479 Ohshimaosamu este un asteroid din centura principală de asteroizi. A fost descoperit pe 5 martie 1997 la Kitt Peak National Observatory în cadrul proiectului Spacewatch. Asteroidul prezintă o orbită caracterizată de o semiaxă mare de 2,28 ua, o excentricitate de 0,04 și o înclinație de 5,9° în raport cu ecliptica.